# Championnat du Turkménistan de football 2000
Navigation
Saison 1998-1999 Saison 2001
La saison 2000 du Championnat du Turkménistan de football est la huitième édition de la première division au Turkménistan. La compétition rassemble les onze meilleurs clubs du pays qui sont regroupés au sein d'une poule unique et s'affrontent deux fois, à domicile et à l'extérieur. À l'issue du championnat, les deux derniers du classement sont relégués et il n'y a aucun club promu.
C'est le club de Köpetdag Achgabat qui remporte la compétition cette saison après avoir terminé -invaincu- en tête du classement final, avec quinze points d'avance sur Nebitçi Balkanabat et dix-neuf sur le tenant du titre, Nisa Achgabat. C'est le sixième et dernier titre de champion du Turkménistan de l'histoire du club, qui réussit le doublé en écrasant (5-0) Nisa Achgabat en finale de la Coupe du Turkménistan.

## Les clubs participants
| - Köpetdag Achgabat - Nebitçi Balkanabat - Merw Mary - Şagadam Türkmenbaşy - Ahal Akdashayak | - Dagdan Achgabat - Nisa Achgabat - Jeykhun Türkmenabat - Turan Dashoguz - SMM Karatamak - Promu de D2 - Galkan Achgabat - Promu de D2 |

## Compétition
Le barème de points servant à établir le classement se décompose ainsi :
- Victoire : 3 points
- Match nul : 1 point
- Défaite : 0 point

### Classement
| Rang | Équipe              | Pts | J  | G  | N | P  | Bp | Bc | Diff |
| ---- | ------------------- | --- | -- | -- | - | -- | -- | -- | ---- |
| 1    | Köpetdag AchgabatC  | 56  | 20 | 18 | 2 | 0  | 83 | 3  | +80  |
| 2    | Nebitçi Balkanabat  | 41  | 20 | 13 | 2 | 5  | 42 | 21 | +21  |
| 3    | Nisa AchgabatT      | 37  | 20 | 11 | 4 | 5  | 47 | 21 | +26  |
| 4    | Turan Dashoguz      | 34  | 20 | 10 | 4 | 6  | 23 | 26 | -3   |
| 5    | FK Ahal Akdaşaýak   | 29  | 20 | 8  | 5 | 7  | 22 | 24 | -2   |
| 6    | SMM KaratamakP      | 27  | 20 | 7  | 6 | 7  | 25 | 22 | +3   |
| 7    | Galkan AchgabatP    | 21  | 20 | 5  | 6 | 9  | 11 | 26 | -15  |
| 8    | Dagdan Achgabat     | 21  | 20 | 5  | 6 | 9  | 21 | 39 | -18  |
| 9    | Merw Mary           | 18  | 20 | 4  | 6 | 10 | 16 | 46 | -30  |
| 10   | Şagadam Türkmenbaşy | 16  | 20 | 4  | 4 | 12 | 17 | 38 | -21  |
| 11   | Jeykhun Türkmenabat | 7   | 20 | 2  | 1 | 17 | 10 | 51 | -41  |

|  | Qualification pour la Coupe d'Asie des clubs champions 2001-2002                             |
|  | Qualification pour la Coupe des Coupes 2001-2002                                             |
|  | Retrait du championnat à l'issue de la saison                                                |
|  | T : Tenant du titre C : Vainqueur de la Coupe du Turkménistan P : Promu de deuxième division |

## Bilan de la saison
| Championnat du Turkménistan de football 2000                             |                              |
| Champion                                                                 | Köpetdag Achgabat (6e titre) |
| Coupes et trophées                                                       |                              |
| Vainqueur de la Coupe du Turkménistan 2000                               | Köpetdag Achgabat            |
| Qualifications continentales                                             |                              |
| Coupe d'Asie des clubs champions 2001-2002                               | Köpetdag Achgabat            |
| Coupe des Coupes 2001-2002                                               | Nisa Achgabat                |
| Promotions et relégations                                                |                              |
| Promus en Yokary Liga                                                    | Aucun                        |
| Relégués en Championnat du Turkménistan de football de deuxième division | SMM Karatamak (retrait)      |
| Relégués en Championnat du Turkménistan de football de deuxième division | Dagdan Achgabat (retrait)    |